# OEE

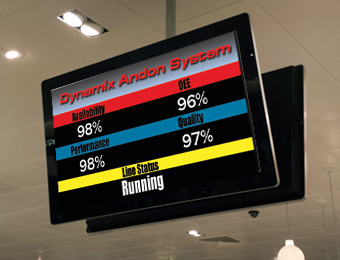
Tablica wyświetlającą bieżący wynik OEE dla linii produkcyjnej

OEE (Overall Equipment Effectiveness, Całkowita Efektywność Wyposażenia) − wskaźnik wykorzystywany w TPM mierzący efektywność wykorzystania maszyn i urządzeń.

## Opis
Wskaźnik OEE jest wypadkową trzech innych podrzędnych wskaźników:
- Dostępność – stosunek czasu zaplanowanego na realizację zadania do czasu, który w rzeczywistości można na to zadanie poświęcić. Dostępność obniżana jest przez awarie i zależnie od przyjętej metody przez przezbrajanie i ustawianie maszyn.
- Wykorzystanie (wydajność) – stosunek czasu dostępnego do rzeczywistej pracy. Wykorzystanie (wydajność) jest zaniżane przez straty prędkości wykonywania operacji.
- Jakość – stosunek liczby dobrych do wszystkich produktów.

Wskaźnik wylicza się według wzoru:
OEE = Dostępność ⋅ Wykorzystanie ⋅ Jakość
World Class OEE – Międzynarodowe badania wskazują, że światowej klasy producenci osiągają wskaźnik (współczynnik) OEE na poziomie 85% lub więcej. I jest on składową parametrów:
Dostępność: 90,0%
Wydajność:  95,0%
Jakość:     99,9%
Co po zastosowaniu powyższego wzoru 90,0% ⋅ 95,0% ⋅ 99,9% pozwala na otrzymanie wspomnianych 85%. Uśrednione OEE dla typowych zakładów produkcyjnych wynosi natomiast ok. 60%.
Wiele przedsiębiorstw odchodzi od manualnej formy zapisu i kalkulacji współczynników wydajnościowych na rzecz stosowania wyspecjalizowanych systemów informatycznych, dzięki czemu możliwe jest monitorowanie efektywności sprzętu i procesów produkcyjnych w czasie rzeczywistym oraz ich raportowanie za dowolny okres oraz w dowolnym kontekście (np. linia, maszyna, produkt, zmiana, pracownik).